# 汶萊經濟
汶萊是世界上最富有的国家之一，國民無須繳交個人所得稅。原油和天然气是国家的主要支柱，总产值几乎占整个国家國內生產總值90%。在东南亚，石油储量和产量仅次于印度尼西亚，居第2位。 
2020年文莱人均國內生產總值为35,600美元。汶萊也是東南亞唯一真正没有農業的國家(跟澳洲有簽約專供農產品的農場)。汶萊貨幣政策是與新加坡元掛鉤。